# 경안공주
경안공주(慶安公主, 1393년 ~ 1415년 6월 8일(음력 4월 22일))는 조선의 공주로, 태종의 3녀이자 적3녀이다. 어머니는 원경왕후 민씨이다.

## 생애
경안공주는 1393년(태조 2년), 당시 정안군이었던 아버지 태종과 어머니 민씨(원경왕후)의 셋째딸로 태어났다. 태종이 즉위하면서 경안궁주(慶安宮主)로 책봉되었다.
1403년(태종 3년) 12월 18일, 권근(權近)의 아들이자, 이존오(李存吾)의 외손자인 길창군(吉昌君) 권규(權跬)와 혼인하여 2남 1녀를 두었다.
1415년(태종 15년) 4월 22일, 23세의 나이로 사망했다. 태종은 경안공주의 병을 치료하는데 있어 의관 양홍달(楊弘達)의 과실이 있었다 하여 그 신분을 폐하여 서인으로 만들었다. 이후 경안공주의 남편인 권규 마저 요절하였기 때문에 경안공주의 자녀들은 궁에서 길러졌다.
경안궁주의 졸기

경안궁주(慶安宮主)가 졸(卒)하였다.
궁주(宮主)는 임금의 셋째 딸인데, 나면서부터 정숙하고 예뻤으며,
총명과 지혜도 보통 사람과 달라서, 임금과 중전[兩宮]의 사랑을 한데 모았었다.
길천군(吉川君) 권규(權跬)에게 시집가니,
부덕(婦德)이 있어서 시부모를 섬기는데 예절을 극진히 하였고,
가정을 다스림에 법도가 있었다.
죽으니 나이가 23세로서, 아들 둘과 딸 하나를 낳았다.
임금이 애도하여 3일 동안 조회를 정지하였다.
집안이 가난하여 대·소렴(大小斂)에 소용되는 물건이 부족하므로,
명하여 상의원(尙衣院)의 의대(衣襨)로 부의(賻儀)를 주게 하고,
장사는 종친(宗親)의 상등례(上等禮)를 쓰게 하였다.
권규가 불사(佛事)를 행하지 못하게 청하여, 한결같이 《예경(禮經)》의 제도에 따랐다.
궁주와 충녕대군(忠寧大君, 세종)은 천성과 기품이 서로 닮아서,
궁중에서 그 어짊을 함께 일컬었다.
궁주는 매양 충녕의 덕행과 기량이 날로 이루어짐을 감탄하였으니,
보통 사람이 아니었다.

## 가족 관계
| - 조부 : 태조(太祖, 1335~1408) - 조모 : 신의왕후 한씨(神懿王后 韓氏, 1337~1391) - 아버지 : 태종(太宗, 1367~1422) - 외조부 : 여흥부원군(驪興府院君) 민제(閔霽, 1339~1408) - 외조모 : 삼한국대부인(三韓國大夫人) 여산 송씨(礪山 宋氏, 1342~1424) - 어머니 : 원경왕후 민씨(元敬王后 閔氏, 1365~ 1420) - 언니 : 정순공주(貞順公主, 1385~1460) - 언니 : 경정공주(慶貞公主, 1387~1455) - 남동생 : 양녕대군 제(讓寧大君 褆, 1394~1462) - 남동생 : 효령대군 보(孝寧大君 補, 1396~1486) - 남동생 : 세종(世宗, 1397~1450) - 여동생 : 정선공주(貞善公主, 1404~1424) - 남동생 : 성녕대군 종(誠寧大君 褈, 1405~1418) | - 시아버지 : 권근(權近, 1352∼1409) - 시어머니 : 경주 이씨(慶州 崔氏, ?~1423) - 부마 : 길창군(吉昌君) 권규(權跬, 1393~1421) - 장남 : 권담(權聃, ?~1439) - 며느리 : 연일 정씨(延日 鄭氏) - 정연의 딸 - 손자 : 권은 - 손녀 : 권영금 - 며느리 : 함양 박씨(咸陽朴氏) - 차남 : 권총(權聰, 1413~1480) - 며느리 : 전주 최씨(全州 崔氏) - 최사강의 딸 - 장녀 : 조졸 |

## 같이 보기
- 제간공 권규 묘역 - 경기도 기념물 제214호